# 吉岡里帆
吉岡里帆（日语：／ Yoshioka Riho，1993年1月15日—），日本女演員，出身於京都府京都市右京區，所屬經紀公司為FLaMme。

## 略歷
吉岡出生於京都市右京區的太秦，此地為日本著名的時代劇和電影的拍攝地，過往包括松竹、東寶、日活電影公司皆在太秦有攝影所，包括東映太秦映畫村等，吉岡從小觀看各劇組在片場拍戲的模樣而產生好奇，加上父母親從事與影像製作有關的職業，吉岡兒時即對日本傳統演劇、歌舞伎、能劇、日本舞、落語等表演興趣濃厚，亦常得到免費的南座劇場門票。高中三年級時，開始前往東京的演員養成所上課，一邊參加老家發起的學生電影拍攝工作；進大學後接觸到劇團，第一次感受到衝擊，萌生想要演戲的想法，但當時想加入卻沒有招募正式團員。此時吉岡因擔任電影的臨時演員而在片場認識了一位以導戲為志向的朋友，其後受朋友邀請，得以參與其他學生影片的拍攝製作工作。
吉岡一邊在京都就讀大學，一邊前往東京試鏡並在養成所上戲劇課，來往京都和東京兩地每次車程八小時，長達五年的時間。此期間幾乎都是搭乘深夜巴士而非新幹線，若當天只有一個試鏡，即搭巴士當天來回，但順利得到工作的次數少、失敗的次數多。為了結束兩地奔波的日子並籌得搬到東京發展的資金，打過各式各樣的工，包括在美術館搬運藝術品、咖啡廳店員、牙醫診所助理、居酒屋廚房、免費刊物平面模特兒......等工作，曾經同時打四份工。進事務所後，直至2013年，才正式以演員身分出道並獲得戲劇演出機會。
2015年，吉岡於連續劇《美女與男子》飾演小惡魔路線的肉食系女；同年6月，正式搬至東京生活。其後試鏡NHK晨間劇《阿淺來了》至最終階段落選，但製作側破例讓吉岡參與，吉岡並以劇中主角波瑠女兒千代的好友一角開始受到觀眾注目。
2016年，陸續參演《寬鬆世代又怎樣》、《死幣-DEATH CASH-》、《醫療小組達文西女士的診斷》等劇；2017年初，參演知名編劇坂元裕二執筆的《四重奏》，並以劇中「有朱」一角獲得好評，初次獲得電視劇獎項肯定。第92回日劇學院賞的評語為「帶著謎樣氛圍的魔性女，以『雙眼不會笑』的笑顏操弄著劇中四位主要人物，為擁有破壞力及存在感的演技」。同年6月，知名媒體Oricon公布上半年度爆紅女星，吉岡里帆為第一位。7月，出演《對不起，我愛你》，初次擔任黃金時段連續劇的女主角。2017年10月，TBS電視台宣布2018年1月「火十」檔《你已藏在我心底》由吉岡主演，此劇為吉岡初次主演連續劇。同年，獲頒日本著名獎項黃金飛翔獎新人獎，並獲得日本Yahoo!網站的「2017年度搜尋大獎」女演員部門賞。
2024年4月1日，所屬經紀公司A-team宣布休業。同年4月6日，於個人Instagram宣布離開A-team，FLaMme於官方網站宣布成為旗下藝人。

## 軼事
- 試鏡2013年NHK晨間劇《小海女》、電影《怪物的孩子》配音等工作，都在最後一輪落選。本人曾笑言「連戰連敗」[8]。
- 2011年簽約事務所[9]，在出道後到2015年3月為止，仍在琵琶湖大津王子飯店打工，負責出餐、管理行李和接待客人等，為期約一年[10]。後因事務所社長不允許再打工而停止。

## 個人生活
- 父親為攝影師，拍攝各種影像作品，以婚禮為主。吉岡為家中長女，有一個弟弟。
- 因自小身材矮小，所以被称为「ミクロマン（動畫角色）」[11]。
- 虽對貓過敏，但有「深度貓咪依存症」。家裡最多養過15隻貓。老家有5隻貓與一隻狗[12]。
- 擁有書道八段資格[13]，兒時原想成為書道家而學習書道，大學就讀以書道課程聞名的京都橘大學。中學時期因電影《Swing Girls》的緣故而學習吹薩克斯風。
- 喜愛將自己的時間按計畫安排得充實有序，討厭沒事做的空白時間。
- 第一次有成名的感覺是演出Chatmonchy歌曲《いたちごっこ》的MV後，收到了許多鼓勵的信件。
- 憧憬的演員是市原悅子與安藤櫻。

## 戲劇作品

### 電視劇
- ショート・ショウ 第1話「サティスファクション」（2014年4月11日、KBS京都） - 飾演 吉岡美保
- 警視廳搜查一課9係 第10季 第5話「嘘つき女殺人」（2015年5月27日，朝日電視台） - 飾演 丸岡若菜
- 美女與男子 第10話 - 最終話（2015年6月16日 - 8月25日，NHK） - 飾演 朝倉華戀[14]
- 連續劇W（WOWOW）
  - 煙霞（2015年7月18日） - 飾演 妙
  - 華麗一族（2021年4月18日 - 7月11日） - 飾演 安田萬樹子[15]
  - 落日（2023年9月10日 - 10月1日） - 飾演 甲斐真尋
- 搞什麼啊備考生（2015年8月30日，富士電視台TWO（日语：フジテレビTWO）） - 飾演 瀧澤朱音[16]
- 雜貨店Johnny 第2話（2015年11月27日，富士電視台TWO） - 飾演 Milky
- 連續電視小說 阿淺 第108話 - 最終話（2016年2月6日 - 4月2日，NHK） - 飾演 田村宜[17]
- 寬鬆世代又怎樣（2016年4月17日 - 6月19日，日本電視台） - 飾演 佐倉悅子[18]
  - 寬鬆世代又怎樣 純米吟醸純情編（2017年7月2日・9日）
- 蒙太奇 三億元事件奇譚（日语：モンタージュ (漫画)#テレビドラマ）（2016年6月25日 - 26日，富士電視台） - 飾演 土門明葉
- 死幣-DEATH CASH-（日语：死幣-DEATH CASH-）（2016年7月14日 - 9月15日，(TBS） - 飾演 萩森一惠[19]
- 醫療小組達文西女士的診斷（2016年10月11日 - 12月13日，關西電視台・富士電視台） - 飾演 田丸綾香[20]
- 四重奏（2017年年1月17日 - 3月21日，TBS） - 飾演 來杉有朱[21]
- 朗讀屋（日语：朗読屋）（2017年1月18日，NHK BS Premium） - 飾演 澤田瞳[22][23]
- 對不起，我愛你（2017年7月9日 - 9月17日，TBS） - 飾演 三田凜華
- 世界奇妙物語 2017秋之特別篇「寺島」（2017年10月14日，富士電視台）- 主演・寺島雛[24]
- 你已藏在我心底（2018年1月16日 - 3月30日，TBS） - 主演・小川今日子
- 眠狂四郎 The Final（日语：眠狂四郎_(1972年のテレビドラマ)）（2018年2月17日，富士電視台） - 飾演 操
- 有健康而有文化的最低限度的生活（2018年7月17日 - 9月18日，關西電視台・富士電視台） - 主演・義經惠美流
- 京都人的私房雅趣 未來藍調 祇園迎夏篇（日语：京都人の密かな愉しみ）（2019年8月17日、NHK BS Premium） - 飾演 宮坂釉子
- 時效警察（朝日電視台）- 飾演 彩雲真空
  - 特別篇（2019年9月29日）
  - 時效警察2019（2019年10月11日 - 12月6日）
- 同一屋簷下的四個女人的故事（日语：あの家に暮らす四人の女）（2019年9月30日，東京電視台） - 飾演 上野多惠美[25]
- 40萬公里彼方之戀（2020年7月25日 - 8月15日，東京電視台） - 飾演 AI智慧（聲音出演）
- 戀愛漫畫家（2021年4月8日 - 6月17日，富士電視台） - 飾演 久遠愛子[26]
- 華麗一族（2021年4月18日 - 7月11日，WOWOW） - 飾演 安田萬樹子
- 小靜和爸爸（2022年3月13日 - 5月1日，NHK BS Premium） - 主演・野野村靜[27]
- WOWOW原創劇集 椅子 第1話「電球を替えたい」・第2話「最高の日々」（2022年5月27日 - 6月3日，WOWOW） - 主演・岡林菜奈（第1話）/ 飾演 良美&佳美（第2話）
- 監察官一條先生（2022年6月29日，朝日電視台） - 飾演 結城まりあ[28]
- 噬亡村（2022年12月18日 - 2023年2月1日，Disney+）- 飾演 阿川有希
- ノンレムの窓 2023・新春 第1話「匿う男」（2023年1月7日，日本電視台） - 飾演 真央
- 神の手（2023年5月15日，東京電視台） - 主演・木部美智子
- 人间恐怖2 第2話・第3話「品川心中（上・下）」（2023年8月18日・25日，WOWOW） - 主演・お染
- 不要跨越時空，戀人們（2023年10月10日 - 12月19日，關西電視台・富士電視台） - 主演・常盤廻
- 御上先生（2025年1月19日 - 3月23日，TBS）- 飾演 是枝文香
- 噬亡村2（2025年3月19日 - 2025年4月30日，Disney+）- 飾演  阿川有希
- 平屋慢生活（2025年秋，NHK）- 飾演 蓬希（よもぎ）
- 大河劇 豐臣兄弟！（2026年1月 - ，NHK） - 飾演 慶

### 電影
- 天地明察（2012年9月15日，角川・松竹）
- 海豚少女就是我（2014年7月5日，SPOTTED PRODUCTIONS（日语：SPOTTED PRODUCTIONS）） - 主演 琉加[29]
- 芒果和紅色輪椅（日语：マンゴーと赤い車椅子）（2015年2月7日，Is.field（日语：アイエス・フィールド）） - 飾演 外崎千尋
- 帷幕升起（日语：幕が上がる）（2015年2月28日，T-JOY（日语：ティ・ジョイ）） - 飾演 村上舞
- 明烏（2015年5月16日，Showgate（日语：ショウゲート）） - 飾演 明子[30]
- 造紙人生（日语：つむぐもの）（2016年3月19日，Magic Hour） - 飾演 澤井涼香[31]
- 星之繼承者：The Director's Cut（2016年） - 主演 梨沙
- Happy Wedding（ハッピーウエディング）（2016年11月5日，Altamira Pictures（日语：アルタミラピクチャーズ）） - 主演 相川愛子[32]
- STAR SAND-星砂物語-（日语：星砂物語#映画）（2017年8月4日，	The STAR SAND Team） - 飾演 保坂志保
- 岩合光昭的世界貓咪散步（2017年10月21日，UNITED CINEMAS） - 旁白
- 大聲點笨蛋！完全不知道你在唱什麼（日语：音量を上げろタコ!なに歌ってんのか全然わかんねぇんだよ!!）（2018年10月12日，Asmik Ace（日语：アスミック・エース）） - 飾演 明日葉風花
- 平行世界的愛情故事（2019年5月31日，松竹） - 飾演 津野麻由子
- Hot Gimmick（日语：ホットギミック_(漫画)#映画版）（2019年6月28日，東映） - 飾演 葛城莉娜[33]
- 看不見的目擊者（日语：見えない目撃者）（2019年9月20日，東映） - 主演 濱中夏目[34]
- 福島50英雄（日语：Fukushima 50 (映画)）（2020年3月6日，松竹） - 飾演 伊崎遙香[35]
- 不容易的爸爸（日语：泣く子はいねぇが）（2020年11月20日，BANDAI NAMCO Arts） - 飾演 琴音[36]
- ×××HOLiC（2022年4月29日，松竹、Asmik Ace）- 飾演 女郎蜘蛛
- 霸權動畫！（2022年5月20日，東映） - 主演 齋藤瞳[37]
- 守島之塔（2022年7月22日，每日新聞社、PONY CANYON ENTERPRISE） - 飾演 比嘉凛[38]
- 冰淇淋般的愛戀（日语：アイスクリームフィーバー）（2023年7月14日，PARCO）- 主演 常田菜摘
- G-MEN（2023年8月25日，東映）- 飾演 雨宮瞳[39]
- 寬鬆世代又怎樣：INTERNATIONAL（2023年10月13日，東寶）- 飾演 佐倉悅子
- 怪物樵夫（2023年12月1日，華納兄弟）- 飾演 荷見映美
- 變形金剛初始篇 （2024年9月20日，派拉蒙）- 聲演 艾莉塔-1
- 圓（2024年10月18日，Asmik Ace） - 飾演 矢島
- 正體（2024年11月29日，松竹） - 飾演 安藤沙耶香
- 1ST KISS（2025年2月7日，東寶） - 飾演 天馬里津
- 九龍大眾浪漫（2025年8月29日，万代南梦宫影像制作）- 主演 鯨井令子

### 電視動畫
- 九龍大眾浪漫（2025年6月28日，東京電視網）- 飾演 サクセス[40]

### 動畫電影
- 名偵探柯南：唐紅的戀歌（2017年4月15日，東寶） - 飾演 枚本未来子
- 知道天空有多藍的人啊（2019年10月11日，東寶） - 飾演 相生茜[41]
- 漁港的肉子（2021年6月11日，Asmik Ace） - 飾演 美羽[42]

### 網路劇
- 不眠的真珠（2015年4月22日，dTV（日语：dTV (NTTドコモ)）） - 飾演 福崎亞由美[43]
- 清里高原（日语：清里高原） PR Movie（2016年5月20日公開，NPO法人清里観光振興會）[44]
- 那處的聲援（2016年12月9日，FOD） - 飾演 彩[45]
- 噬亡村（2022年12月28日，Disney+） - 飾演 阿川有希
- 忍者之家（2024年2月15日，Netflix）-飾演 伊藤可憐
- 武士生死鬥（2025年11月，Netflix）-飾演 嵯峨志乃

### 舞台劇
- Desperado Party THE Lastorder（2013年、傳舞企畫） - 飾演 姫
- Nice Guy in New York（2016年12月2日 - 4日、大阪・產經微風演藝廳 / 12月7日 - 27日、東京・創新劇院）[46][47]
- スルメが丘は花の匂い（2022年7月22日 - 8月26日，東京、大阪、福岡、廣島、高知、愛知、福島）- 飾演 縁緑

## 節目主持

### 電視節目
- キネマのDAIGO☆味（日语：キネマのDAIGO☆味）（2015年4月4日 - ，J.COM TV） - 助理主持
- 吉岡里帆と一晩 ART NIGHT（2017年1月25日，富士電視台）[48]
- 第62回 輝く!日本レコード大賞（2020年12月30日，TBS）
- 第63回 輝く!日本レコード大賞（2021年12月30日，TBS）

### 廣播節目
- UR LIFESTYLE COLLEGE（2016年4月3日 - ，J-WAVE） - 主持人
- FM THEATER（日语：FMシアター）《ふたりの娘》（2016年1月9日，NHK FM） - 飾演 アイコ（廣播劇，主演）[49]

## 廣告

### 商業代言
- 日本環球影城「2014年春のワンピース・プレミアショー」《キャンペーン告知》（2014年2月 - 5月）
- Recruit（日语：リクルート） Zexy（日语：ゼクシィ）ふたりの法則「踊りだしたら」篇（2016年5月 - 2017年5月）※第9代廣告女孩[50]。
- JX能源[51]
  - 「SSスタッフの思い・目標」篇
  - 「SSスタッフの思い・楽しい」篇（2016年10月5日 - ）
- DIC（日语：DIC (企業)）「今日は何色？」篇（2016年10月 - ）[52]
- 第一三共Healthcare（日语：第一三共ヘルスケア） トラフル[53]
  - 「トラフル塗ろう！」篇（2016年11月19日 - ）
  - 「トラフル貼ろう!」篇（2017年3月 - ）
  - 「トラフル飲もう!」篇（2017年7月 - ）
- 科樂美數位娛樂 實況野球系列「彼女」篇（2016年12月14日 - ）[54]
- UR都市機構（2016年12月16日 - ）[55]
  - 「URであーる。4つのナシ」篇
  - 「URであーる。春キャン」篇
- ZOZOTOWN（日语：スタートトゥデイ）
  - 「ツケ払い篇」（2017年3月 - ）[56]
  - 「待てない女/好き」篇
  - 「待てない女/2ヶ月」篇
  - 「待てない女/ささやき」篇
- 日本可口可樂 綾鷹
  - 「ほのか先生 ていねい」篇（2017年3月 - ）[57]
- 2017年日清食品日清兵衛麵豆皮烏龍麵 ※與星野源共演
  - 「どんぎつね」篇[58]
  - 「どんぎつね出てきません」篇[59]
- 資生堂 ELIXIR REFLET系列[60]
  - 「洗顔からはじめる」篇（2017年7月21日 - ）[61]
- SmartNews（日语：スマートニュース）（2017年9月2日 - ）
  - 「色々な新聞」篇
  - 「バス」篇
  - 「英語」篇
  - 「朝1分」篇
  - 「昼1分」篇

### 形象大使
- 《京あるきin東京2017〜恋する京都ウィークス》推廣大使（2017年2月4日 - 3月5日）[62]
- Love & Peace 2017 慈善基金募款計畫

## 音樂錄影帶
- Rhythmic Toy World（日语：Rhythmic Toy World）《描いた日々に》（2013年11月13日）
- 湘南乃風×可口可樂 《十周年記念 横浜スタジアム伝説<GAMES SHONAN PLAY>》（2013年12月25日）[63]
- 關西傑尼斯8《ひびき》（2014年1月15日）
- Chatmonchy《いたちごっこ》（2014年10月29日）
- Kumamushi（日语：クマムシ_(お笑いコンビ)）《なんだしっ!》（2015年7月29日）
- 吉澤嘉代子（日语：吉澤嘉代子）feat.サンボマスター《ものがたりは今日はじまるの》（2016年8月3日）

## 個人出版品

### 寫真集
- so long（2018年7月20日，集英社）
- 里帆採取 by Asami Kiyokawa（2020年11月5日，集英社）

### 年曆
- 2016年年曆（2015年10月12日，ハゴロモ）ISBN 4900459520455
- 2017年年曆（2016年10月3日，ハゴロモ）ISBN 4900459522732
- 2018年年曆（2017年10月9日，ハゴロモ）ISBN 4900459524521

### PHOTOBOOK
- 吉岡里帆 1st PHOTOBOOK《13 note#》（2017年9月15日，東京NEWS通信社）

### 數位寫真集
- 吉岡里帆《夕立慕情》（2014年7月28日，集英社、數位週刊Playboy寫真集，攝影 岡本武志）
- 吉岡里帆《2015年必ずブレイクする女優》（2015年2月1日、集英社、數位週刊Playboy寫真集，攝影 矢西誠二 ）
- 吉岡里帆《遠い記憶》（2015年6月1日，集英社、數位週刊Playboy寫真集，攝影 熊谷貫）
- 吉岡里帆《カウントダウン》（2015年8月10日，集英社、數位週刊Playboy寫真集，攝影 西田幸樹（日语：西田幸樹））
- 吉岡里帆《西へ》（2015年12月14日，集英社、數位週刊Playboy寫真集，攝影 熊谷貫）
- 吉岡里帆《ロングロングバケーション》（2016年5月8日，集英社、數位週刊Playboy寫真集，攝影 熊谷貫）

## 獎項
- 2014年

MOOSIC AWARDS 女優賞（イルカ少女ダ、私ハ）
- 2017年

第7回CONFiDENCE日劇大獎新人賞（四重奏）
第92回日劇學院賞助演女優賞（四重奏）
CONFiDENCE日劇大獎年間大賞新人賞（四重奏）
- 2018年

黃金飛翔獎新人賞
- 2020年

第43屆日本電影學院獎新人賞（看不見的目擊者、平行世界的愛情故事）
- 2021年

第7回Milan IFF國際電影節 外語電影部門 最優秀主演女優賞（星を継ぐ者）
- 2022年

第45回山路文子電影獎女優賞（霸權動畫！）
橫濱電影節主演女優賞（島守の塔、霸權動畫！）
- 2023年

第17回大阪電影節主演女優賞（霸權動畫！）
第46回日本電影學院賞優秀主演女優賞（霸權動畫！）
第32回日本電影影評人大獎助演女優賞（島守の塔）
- 2024年

第49回報知電影獎助演女優賞（正体）
- 2025年

第48回日本電影學院獎最優秀助演女優賞（正体）

## 外部連結
- 官方網站 （页面存档备份，存于） - FLaMme（日語）
- 官方網頁 （页面存档备份，存于）  - A-Team.Inc （日語）
- 吉岡里帆官方BLOG「なんでもない毎日。」 （页面存档备份，存于）  - Ameba Blog（2014年7月23日）
- 吉岡里帆的Facebook專頁
- 吉岡里帆經紀人的Instagram帳戶
- 吉岡里帆的Instagram帳戶